# Château de Busset
Le château de Busset est un château fort situé à Busset, en France.
Il a longtemps été la demeure des comtes de Bourbon Busset. 

## Localisation
Le château est situé sur le territoire de la commune de Busset dans le sud-est du département de l'Allier, en région Auvergne-Rhône-Alpes, à environ 10 km au sud de Vichy.

## Description

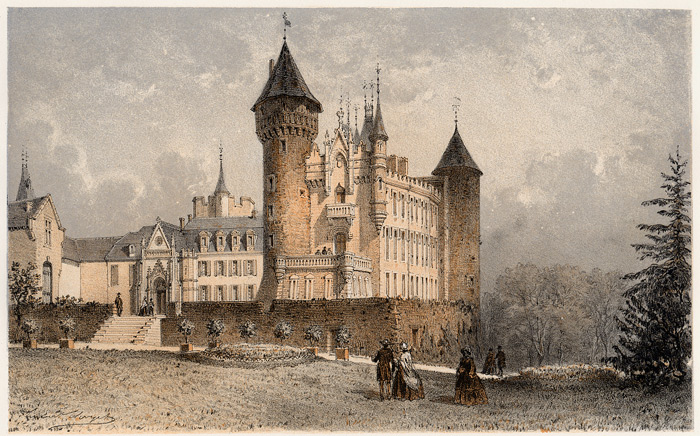
Le château dessiné par Hubert Clerget (1818-1899).

La demeure se présente sous la forme de logis en équerre très remaniés au XVIe siècle et restaurés au XIXe siècle, flanqué de tours cylindriques et d'un donjon du XIVe siècle.
Le château est entouré de douves et l'accès se fait par le châtelet d'entrée et le pont-levis. La tour Henri IV est l'ancien donjon. Le logis un édifice à plan en « L » qui est une exceptionnelle maison à chemises c'est-à-dire présente sur trois faces, des murs extérieurs doublés d'un second mur de même épaisseur séparés par un couloir de circulation sur lequel ouvrent les deux chambres que comporte l'édifice à chaque étage. L'édifice qui a conservé ses fenêtres à meneaux est flanqué à un angle par la tour d'escalier. Le mur de la galerie a été orné au XVIe siècle de fresques illustrant les Dictz moraulx de Henri Baude.
Il s'y ajoute les communs, avec la remarquable galerie des cuisines ajourée d'arcades en plein cintre qui dessert les pièces de service au sud-est de la cour. La cuisine elle aussi n'a pas été modifiée et a conservé ses cheminées et ses voûtes. Il s'y ajoute aussi la porterie, la tour de Riom du XVe siècle, remarquable par son hourd de bois et ses bardeaux de châtaignier en parfait état de conservation et la tour de la Prison qui a conservé au dernier étage un ancien oratoire voûté en coupole, décoré de peintures murales. 
Une chapelle de style gothique édifiée en 1858 dans la cour du château sert de sépulture familiale. Auparavant, à cet emplacement, l'église paroissiale de Busset occupait tout le centre de la cour intérieure qu'elle séparait en deux parties. Elle fut démolie et remplacée par l'église actuelle construite sur les fossés et bénite le 24 décembre 1840.
Par ailleurs l'architecte de style néo-gothique René Hodé (1811-1874), connu essentiellement pour son œuvre dans l'Ouest de la France, est l'auteur des ajouts sur les façades du château de tourelles, mâchicoulis, échauguettes et pinacles.
Mobilier
À la suite du changement de propriétaire, une vente mobilière aux enchères publiques, où figuraient entre autres divers documents familiaux relatifs à l'histoire locale, eut lieu sur place vers 2000.
Une scène de l'Histoire de Joseph, tapisserie  d'Audenarde (laine et soie, vers 1570) provenant du château a été acquise pour la somme de 9 610 € à la salle des ventes de Pau le 25/02/2023 ("La Gazette Drouot" n° 10 du 10/03/2023, p. 183).

## Parcs et jardins
Les jardins sont inscrits à l'inventaire général du patrimoine culturel. Ils sont constitués d'un potager, d'un parc à la française et d'un jardin à l'italienne,.
Au milieu de la cour du château se dresse un sequoia de plus d'une trentaine de mètres.

## Historique
Le château de Busset a été édifié à la fin du XIIIe siècle par les sires de Vichy. La « grosse tour » qui dut être le donjon de l'époque médiévale, s'appelle encore la tour Henri IV en souvenir de la visite du Vert Galant à son cousin César de Bourbon Busset en 1599.
Quatorze générations de Bourbon Busset, dont Charles de Bourbon Busset (baron de Vésigneux) qui y est né en 1590, se sont succédé sans interruption dans cette demeure depuis ce 1er janvier 1498, date du contrat de mariage de Marguerite de Tourzel d'Allègre qui apportait les terres de Busset à Pierre de Bourbon (1464-1530), chambellan de Louis XII, descendant de Robert de Clermont, le sixième fils de Saint Louis.
Actuellement il est la propriété d'un particulier suisse.
Le château est classé partiellement au titre des monuments historiques le 25 novembre 1981 et en partie inscrit les 11 juin 1990 et 15 septembre 1993.

## Protection
Éléments protégés : 
- le rez-de-chaussée du corps de logis principal ; la galerie du deuxième étage desservant le second corps de logis ; l'ancien oratoire dans la tour de la prison sont classés par arrêté du 25 novembre 1981 ;
- le château, y compris le châtelet d'entrée avec ses douves et son pont-levis, l'aile est du XVIIIe siècle, la chapelle, les jardins à la française et à l'italienne et les éléments intérieurs sont inscrits par arrêté du 11 juin 1990 ;
- les bâtiments de la ferme donnant sur la place du château, à l'exclusion des bâtiments arrière sur cour sont inscrits par arrêté du 15 septembre 1993[3] .